# 女の園の星
『女の園の星』（おんなのそののほし）は、和山やまによる日本の漫画作品。『FEEL YOUNG』（祥伝社）にて、2020年2月号から連載中。コメディ漫画。とある女子高校の国語教師・星先生と、その生徒たちによる日常を描く。作者にとって商業誌初連載作品である。2025年3月時点で部数は265万部を突破している。

## 受賞
- 「このマンガがすごい！ 2021」オンナ編第1位[5]
- 「THE BEST MANGA 2021 このマンガを読め!」6位[6]
- 「ebookjapanマンガ大賞2021」ノミネート[7]
- 「全国書店員が選んだおすすめコミック2021」12位[8]
- 「マンガ大賞2021」7位[9]
- 「マンガ大賞2022」4位[10]
- 「全国書店員が選んだおすすめコミック2022」9位[11]
- 「第25回文化庁メディア芸術祭マンガ部門」ソーシャル・インパクト賞[12]
- 「マンガ大賞2023」ノミネート[13]
- 「第47回講談社漫画賞」最終候補[14]

## 登場人物
声の項はアニメ版における声優。
星先生（ほしせんせい）
声 - 星野源
星 三津彦。33歳。誕生日は12月30日。成森女子高校の2年4組の担任。男性教師。国語担当。眼鏡をかけている。感情が顔に現れにくいタイプである。いつもスタンドカラーのシャツを着ている。妻と幼い娘との三人暮らし。小学校教師から現職に転向している。大学時代は漫画研究会に所属していた。姉が三人いて、こき使われていたと話している。
お酒に酔うと素面の時とは異なりよく笑い、最終的には「凪の状態」に入って、謝り魔になる。
妻
インド料理店（インネパ）と思しき場所で食事中、星にプロポーズし結婚した。
星が風邪をひいた際にはナンとラッシーが付いた本格派カレーを作る。
娘
みっちゃん。6月30日生まれ。3歳。
料理番組の野菜のダンスタイムがテレビで始まると、どんなに泣いていたとしてもピタッと固まり画面に釘付けになる。
星が休日にみっちゃんを公園に遊びに連れて行ったり、アンパンマンのDVDを借りたりしている様子が見られる。
寝室にはぬいぐるみと共に、真珠まりこの『かぼちゃものがたり』と思しき絵本が置いてある。
たまたま買った少し高めのヨーグルトを食べて以来、3個150円のヨーグルトは絶対食べない子になってしまった。
小林先生（こばやしせんせい）
声 - 宮野真守
小林慶二。32歳。誕生日は6月30日。実家は京都。成森女子高校の2年3組の担任。男性教師。数学担当。バレーボール部顧問。いつもポロシャツを着ている。星先生と仲が良い。兄と弟がおり、弟とは歳が一回り離れている。星先生より年下だが、現在の学校での勤務年数は少し長い。
回転寿司に行ったり、居酒屋においては好物のししゃもフライをはじめとした魚料理ばかり注文したりと、魚が好きな様子が見られる。
カロリーメイトを食べている様子も作中でしばしば見られる。
兄と甥姪
兄は京都在住で、「ゆうき」という名の息子と「佳奈」という名の娘がいる。小林は叔父として、姪である佳奈の誕生日に図書カードを贈ったり、甥のゆうきが京都から来た時はスカイツリーや舞浜の遊園地に連れて行ったりしている。加えて、小林のスマホの待受画面にはゆうきと思しき乳児を自分の膝に乗せた写真が設定されている。

### 成森女子高校の生徒

#### 2年4組
香川春子（かがわ はるこ）
声 - 内山夕実
出席番号7番。黒のロングヘア。マイペースな性格。学級日誌の絵しりとりに描いたイラストが、思いがけず星を翻弄する。
小学生の頃、マダガスカルゴキブリのピーちゃんを飼育していたが、ワモンゴキブリは全然可愛くないので好きではない。カマキリも素手で触れるタイプ。
久保田真弓（くぼた まゆみ）
声 - 金元寿子
出席番号8番。学級日誌の絵しりとりで「いか」の絵を描く。「久保ちん」と呼ばれている。
倉田由佳（くらた ゆか）
声 - 高田憂希
出席番号9番。学級日誌の絵しりとりで「回転寿司」の絵を描く。
鳥井鞠子（とりい まりこ）
出席番号18番。黒のロングヘアとカチューシャが特徴。星先生観察ニッキャー（観察日記をつける人の意味）。休日以外はほぼ毎日観察日記をつけていたが、夏休みに入ってからは想像でなりきり日記を書いている。
折鶴の作り方を忘れてしまった際に、試行錯誤の末になぜか鶴よりも難易度の高いペガサスやユニコーン、ラルフローレンのロゴといったものまでも作ってしまっていた。
1年生の時、100m11秒70を記録しており、東大に駿足推薦はないのかと言い出す。
弟がいる。
古森光（こもり ひかる）
出席番号11番。全校生徒の名前は大体頭に入っている。我が強い。
空腹になると口が悪くなる。購買のメロンクロワッサンを買い占める、古森家の朝ごはん用のパンを夕食後に食べ尽くす、教材用の代金を放課後の買い食いで使ってしまうなど、食べ盛り。
星先生の中学生時代の卒業アルバムの写真を元に「クワガタボーイ」と呼ばれることとなるステッカーを作成する。
共働きの両親、無職の兄、祖父、猫2匹、亀1匹と共に暮らしている。
従兄弟の高田誠は星と中学時代の同級生。
祖父
82歳。孫のひかるの三者面談に出席。ミニサイズのスニッカーズが好きで、面談中に食べ始めた。空腹で喧嘩をし始めた孫たちにもスニッカーズを与えて収めようとしている。
兄
祖父とともに妹のひかるの三者面談に出席。眼鏡をかけている。中学生の頃に母親に買ってもらった「I♥NY」のTシャツを未だ着用し、「DEAN&DELUCA」のトートバッグを所持。
かつては眼鏡屋に勤務していた。
若尾純（わかお じゅん）
バレーボール部キャプテン。女子校のプリンスで、「若サマ」「ワカジュン」などと呼ばれている。「うどんまん」をよく購入していた。
早朝の電車に乗り、なぜか学校の最寄駅より3つ手前で下車する行動を1ヶ月ほど続けており、目撃した星に心配される。
部活の顧問である小林のことは「コバちゃん」と呼んでいる様子。
香川とは小学生から一緒。

#### 2年3組
松岡（まつおか）
成森女子高校の2年3組の女子生徒。眼鏡をかけている。ポニーテール。漫画家を目指している。
安藤（あんどう）
2年3組。脚本家志望。松岡の漫画のシナリオを手伝う。

#### 1年生
三木優（みき ゆう）
1年2組。会食恐怖症で人前で食事をすることができない。SNSで仲良くなった「リコピン」という女性と「いちご侍」のライブで初めて会う予定で食事に誘われており、会食恐怖症を克服するため星に依頼する。

### 成森女子高校の教師
郡司先生（ぐんじせんせい）
成森女子高校の3年2組の担任。男性教師。小太りな体型。
中村先生（なかむらせんせい）
成森女子高校の3年2組の副担任。男性教師。倫理担当。眼鏡をかけている。オールバック。セツコを可愛がる。
人相が悪く、生徒からは「組員」とあだ名されている。
深酒をしないと眠れず、二日酔いでお酒の臭いを漂わせながらぼそぼそと授業をしており、生徒からの評判はあまり芳しくない様子である。柔軟剤のいい香りを漂わせた時には彼女ができたのではとないかという噂が駆け巡り、生徒たちをざわつかせた。
ネコ型のお掃除ロボットを購入して以来、愛着を持つ。
「ごはんを食べるのが苦手」と話しており、昼食にひまわりの種を食べている。
小林から慕われており、何度か飲みに行っている様子である。小林は中村の「かろうじて生きてる感」や、「守るものが無さそうで渋いところ」などに大人の色気を感じており、自分の理想の姿であると星に語っている。
運動のおかげで落ち込むことが減ったと話しているが、生徒からの言動で気持ちが落ち込みがちである。
長田先生（おさだせんせい）
鳥井に「今日の授業で分からないところがあった」と職員室で質問される先生。白髪で眼鏡をかけている。四段活用について説明している様子。
緑川先生（みどりかわせんせい）
緑川貴子。数学担当。夫が実力派俳優の南ハルキであることは生徒には秘密にしている。
生徒からは「みどりちゃん」と呼ばれている。
ゴキブリ退治の救援を呼びかける放送を聞いて駆けつけ、星の窮地を救ったこともある。
卒業アルバムの写真撮影の日には、野球ボールほどの大きさの真珠（？）で出来たネックレスをつけて張り切っていた。
教頭
昼休みに職員室のテレビをつける習慣があるが、星はこの教頭の習慣に辟易している様子。
花田先生（はなだせんせい）
星が休んだ時に2年4組の出席を取りに来た先生。「花ちゃん」と呼ばれている。猫のネクタイをしていた。
桜井先生（さくらいせんせい）
養護教諭。三木の会食恐怖症の克服の場として保健室を提供する。
長谷川先生（はせがわせんせい）
長谷川美樹。新任。数学担当。趣味は週末のドカ食い。撫で肩がコンプレックス。卒業アルバムの写真撮影の日に、少しでも大きく見せようと大きな肩パッドの入ったジャケットを着て来た。
金子先生（かねこせんせい）
金子拓実。国語担当。写真が趣味だということが教頭に知られてしまい、同僚が撮影した方が自然な姿が写せるなどという教頭の主張により、毎年卒業アルバムの教員紹介の撮影を担当している。
増田先生（ますだせんせい）
増田千明。国語担当。眼鏡をかけている。アルバム撮影の際にはちんすこうを手に持ち笑顔で写真に撮られていた。

### その他
セツコ
成森女子高校の3年2組のベランダで飼われている雄の成犬。元々は郡司先生の実家で飼われていた。2年3組に派遣された時には「タピオカ」と呼ばれることとなった。
いちご侍
女性3人組のアイドルグループ。グッズのペンライトは刀型。
ゆかベリー
新曲でラップをしながらバク転もする、みんなのお姉さん的存在。
ベリーリン
普段はクールだが、たまに見せる笑顔が可愛い。
あずベリー
ハスキーボイス。
和山やま『ファミレス行こ。』の作中に解散が報じられている場面が存在する。
初田先生（ういだせんせい）
かつて成森女子高校に勤めていた英語担当の女性教師。3年前に諸事情により退職。厳格だったために、生徒たちから「ボス」と呼ばれていた。

## 書誌情報
- 和山やま 『女の園の星』〈フィールコミックス SWING〉、既刊4巻（2024年10月8日現在）
  1. 2020年7月8日発売[104]、ISBN 978-4-396-76797-6
  2. 2021年5月8日発売、ISBN 978-4-396-76819-5
  3. 2022年12月8日発売[105]、ISBN 978-4-396-76869-0
    - オリジナルアニメBlu-ray 付き特装版 同日発売[105]、ISBN 978-4-396-76870-6

  4. 2024年10月8日発売[106][107]、ISBN 978-4-396-75053-4
    - ”ナイスメガネトリオ”アクリルスタンド付き特装版 同日発売[108]、ISBN 978-4-396-75054-1

## アニメ
単行本3巻特装版のBlu-ray Discに収録。ナレーションは田中秀幸。
- 収録内容
  - 1時間⽬ 学級⽇誌の絵しりとり「ほ□い」の謎[45]
  - 4時間⽬ ポロシャツアンバサダー爆誕！星先⽣&⼩林先⽣の飲み会[45]

### スタッフ
- 原作 - 和山やま[15]
- 監督 - 畠山守[15]
- 脚本 - 内海照子[15]
- キャラクターデザイン・総作画監督 - 小園菜穂[15]
- 色彩設計 - 佐野ひとみ[15]
- 美術監督 - 中村千恵子[15]
- CGディレクター - 町田政彌[15]
- 撮影監督 - 田村仁[15]
- 編集 - 黒澤雅之[15]
- 音楽 - 羽岡佳[15]
- 音響監督 - 明田川仁[15]
- アニメーションプロデューサー - 渡部正和[15]
- アニメーション制作 - ラパントラック[15]

## 設定など
- 2023年の春まで看護学校の食堂に勤務し給食を作りながら、厨房の裏の休憩室で原稿を描いていた[110]。
- プロットについて「全部セリフで考えるため、セリフを考える時間が一番長い」と話しているほか[20]、「描きたいシーンとか、描きたいセリフを先に思い付いて、それを描くために前後を埋めていくやり方が多い」と話している[注釈 4]。また、アナログで描いた原稿をスキャンした上でトーンやベタなどの仕上げをデジタルで行なっているため、フルデジタルで作成した『カラオケ行こ！』に比べて線画が繊細になっている[20]。

### 意識していること
- 物語を制作する上で作者が意識していることとして「生徒たちが先生で遊んだり、おもちゃにしたりすることはあっても、先生として尊敬している部分は忘れないようにしている」と話す。生徒も、派手な子や地味な子がいたりなど差があまりないように描写し、変な行動をする人物を登場させても、その良し悪しを描かないように気をつけている。先生側も生徒に対しての差がないように意識していると話している[112]。
- その他に「高いテンションのギャグを描かないということと、キャラクターの所作や背景などは細かく描くことを意識してます。コメディなので悪い人間は描かないようにしてますが、良い人ばかりでもウソっぽくなるので、そのぶん生徒の持ち物や、通学で使う駅、コンビニなどの背景や小物は実際に写真を撮ってリアルに描くことで、現実と虚構の乖離を埋めるようにしてます。また、小林先生がカロリーメイトをよく食べていたりなど、ズルいやり方ですが固有名詞を出すことで『こういう人、実際にいるかも』とイメージしやすいかなと思っています」と読者が想像しやすく作品に入り込めるような工夫をしている[113]。
- 女子校を舞台にした背景として、女子の方が描きやすかったことや担当編集が女子校出身だったことに加え[112][114]、「共学だと、潜在的にお互いに異性を意識して、勝手にジャッジしあう残酷さや怖さ」があり、作者も共学で過ごしていた時分にそのような空気を感じたこともあったため、理不尽さや不公平感が生まれないようにとどこか無意識にはたらいたのではないかと作者自身は分析している[115]。
- また、「同性だけの世界にも嫉妬やイジメはありますが、それは私の漫画を好きで読んでくださる読者は求めてないでしょうし、私も描きたくないので、描かないようにしています」と話しているほか[115]、「悪意を持って誰かを傷つけようという人を描かない、というのも気をつけています。『100％善人』という人間は逆に不自然だと思うので、少しの毒は入れるようにしていますが、『こんな人が近くにいたらいいよね』という人ばかりの理想の世界をあえて描くようにしました」とせめてマンガではいい人間を描こうっていう気持ちで描いてると話している[116][114]。

### 先生たちについて
- 星先生に明確なモデルはいないが、作者が星先生を描くときは中村倫也や吉沢亮を意識している[20]。また、インタビューにおいて「星先生は、単純に理想を詰め込んだ感じです。生徒に対しての言葉遣いもていねいで、どの生徒に対しても接し方に差がないように意識しています」と話している[113]。
- 小林先生は最初は「悪い人ではないけどパリピで、ビーチにいるような男。無駄に明るくて、人のプライベートにズカズカ入り込んでくるような」星先生とは対照的なキャラクターにしよう[112]、うざく見せようと描いていたが当初の人物像より丸くなってきたと語っている[20]。「すごく動かしやすいので、描いていて楽しいです。『キャラが変わってきたかな』と自分でも思うことはあるんですが、連載を重ねることで『知りあってきた』時間が積み重なってきたので、最初とは違う側面を見せてもらえるようになった、というイメージです」とキャラクターが変化していった様子を語っている[113]。
- 作者が黒髪で眼鏡の文系タイプと体育会系タイプのセットがすごく好きなため、本作では星先生と小林先生がセットになっている[117]。
- 中村先生は作者の高校時代の数学の教師がモデルとなっている[118]。